# Basilio Paraíso
Pour les articles homonymes, voir Paraíso.
 (décembre 2022).
Si vous disposez d'ouvrages ou d'articles de référence ou si vous connaissez des sites web de qualité traitant du thème abordé ici, merci de compléter l'article en donnant les références utiles à sa vérifiabilité et en les liant à la section « Notes et références ».

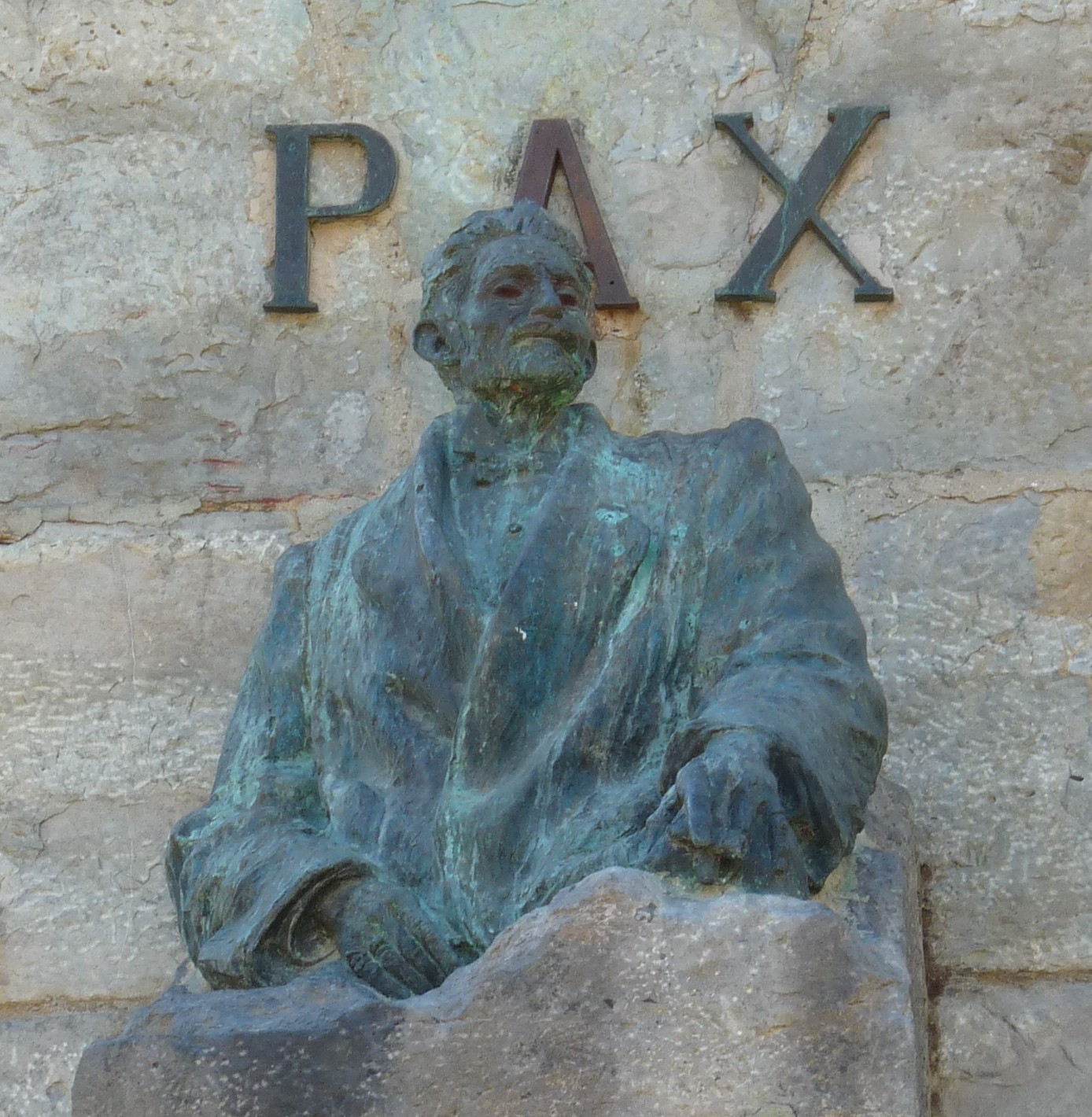
Buste en hommage à Paraíso à l'Exposition hispano-française de 1908.

Basilio Paraíso Lasús, né à Laluenga (Huesca) en 1849 et mort en 1930 à Madrid, est un homme politique et entrepreneur espagnol.

## Biographie
Fils d'instituteur, il fait ses études à Huesca et à Saragosse, où il sort diplômé en médecine en 1868, puis commence sa carrière de chef d'entreprise.
Il est président de la Chambre officielle de Commerce et d'Industrie (Cámara Oficial de Comercio e Industria entre 1893 et 1919, fondateur de la maison d'édition  Heraldo de Aragón (1898), membre du congrès des députés (1901) et sénateur à vie. Il participe à l'organisation de l'exposition hispano-française de 1908.
En 1916 (durant la Première Guerre mondiale) le Comte de Romanones le nomme président du comité exécutif de la junte centrale de subsistance, qui régule la production, le niveau et le prix des denrées, mais il démissionne en 1917 en raison de divergences avec le gouvernement de García Prieto.